# Francisco Gutiérrez de los Ríos

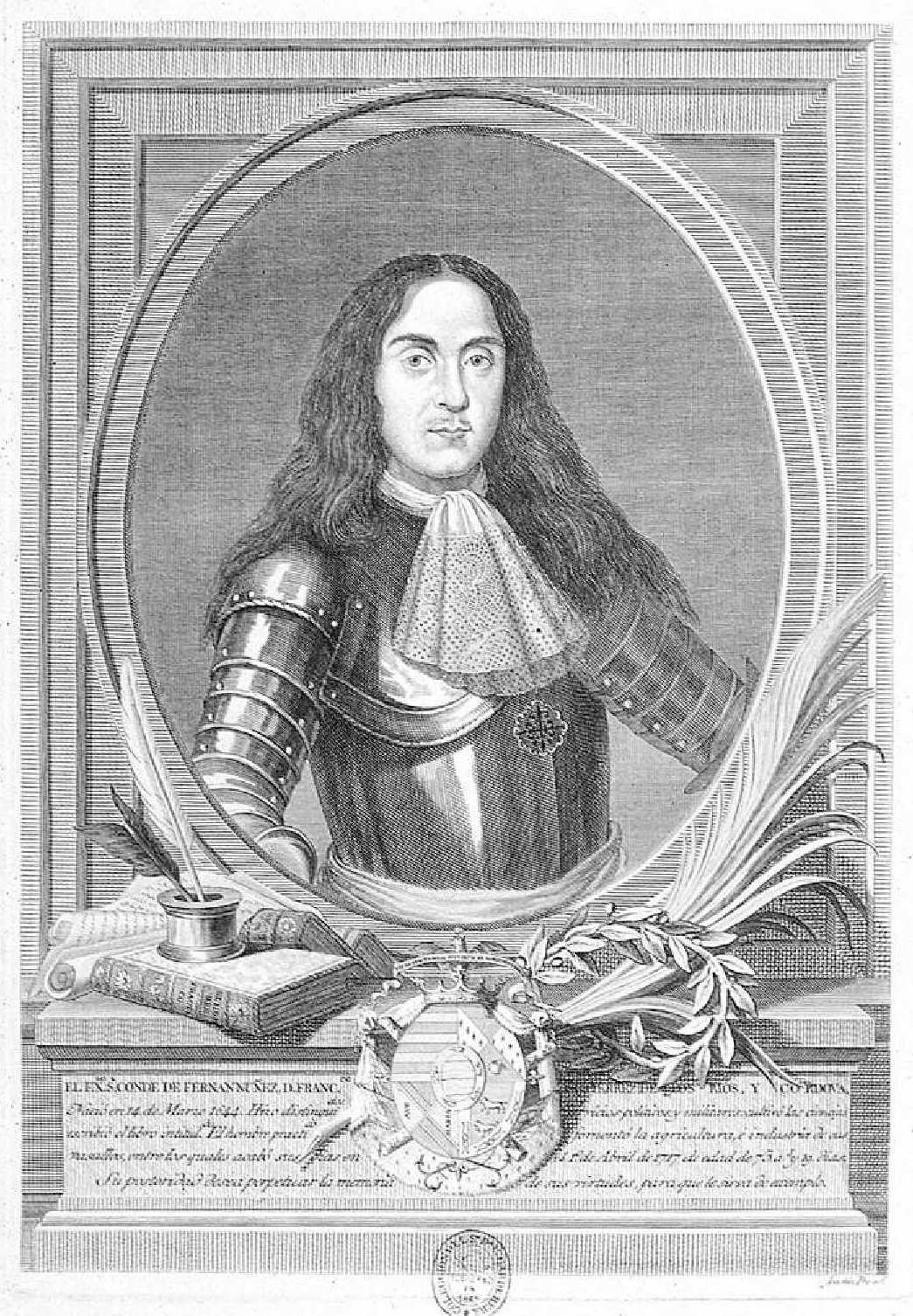
Francisco Gutiérrez de los Ríos y Córdoba, aguafuerte firmado por Joaquín Pro, ilustración de la obra del conde de Fernán Núñez, El hombre práctico o Discursos varios sobre su conocimiento y enseñanza. Inscripción: «EL EX.MO S.R CONDE DE FERNAN NUÑEZ, D. FRAN.CO GUTIERREZ DE LOS RÍOS, Y CORDOVA, / Nació en 14 de Marzo 1644. Hizo distinguidos servicios políticos, y militares: cultivó las ciencias, / escribió el libro intituldo El hombre práctico fomentó la agricultura, é industria de sus / vasallos, entre los quales acabó sus días en el 1.º de Abril de 1717. de edad de 73. a.s y 19 días. / Su posteridad desea perpetuar la memoria de sus virtudes, para que le sirva de exemplo». Biblioteca Nacional de España.

Francisco Gutiérrez de los Ríos y Córdova o bien Francisco de los Ríos y Córdoba (n. 1644-Fernán Núñez, 21 de abril de 1721) era un noble español que por mayorazgo fue el iii conde de Fernán Núñez, vizconde de Abencalez y señor de La Morena, que fue nombrado caballero de la Orden de Alcántara y comendador de Montealegre, además era un diplomático, militar, pensador y pedagogo perteneciente al grupo de los Novatores o preilustrados.

## Biografía
Francisco Gutiérrez de los Ríos había nacido en el año 1644 y heredó el título de su madre Ana Antonia Gutiérrez de los Ríos Córdova y Argote, cuyos apellidos tomó. El padre era Diego Gutiérrez de los Ríos y Guzmán, caballero del hábito de Alcántara, primo de su esposa.
Ocupó puestos de menino de la reina Mariana de Austria en la corte de Madrid, quien fuera la esposa de Felipe IV, también de escolta de la reina María Teresa de Austria en la corte de París, la esposa de Luis XIV, además de emisario o embajador en los países de Polonia y Suecia en representación del estado español en 1668.
Fue soldado voluntario en Flandes durante dos años de 1667 a 1668 y sargento general de batalla en Sicilia en 1677, de jefe de artillería de la Armada y gobernador general de las Costas de Andalucía en Cádiz en el año 1685.
El III conde estuvo preocupado por todos los papeles que iba acumulando en su archivo y encargó al gran erudito Luis de Salazar y Castro (Valladolid, 1658 - Madrid, 1734) que ordenara su archivo y de esta forma escribiera un Catálogo historial genealógico de los señores y condes de la casa y villa de Fernán Núñez desde la conquista de Cordova, año de 1236 hasta este de 1682 que finalmente fue impreso en Madrid en 1682.
En el siglo XVII, especialmente en el último tercio, Gutiérrez de los Ríos llevó a cabo una política de carácter social en la villa de Fernán Núñez. Hizo crecer la localidad atrayendo nuevos colonos. Amplió las viviendas, construyó telares de seda y lana, levantó molinos de harina, hornos para elaborar pan y construyó el Mesón del Duque para disfrute de la vecindad. Además favoreció la creación de un mercado de productos agrícolas y ganado, con carácter semanal.
Al estallar la Guerra de sucesión, se declaró proborbónico y lo defendió con tanto tesón que los catalanes partidarios del archiduque Carlos de Austria, le llamaron "El Gran Boutifler de España", por la beauté fleur o flor de lis del escudo Borbón.
Defendió Cádiz del ataque de los ingleses dos veces, la primera en julio de 1702 contra el almirante Butler, Duque de Ormond, y la segunda en 1705 contra la escuadra anglo-holandesa del Conde de Peterborough. Esto le valió los honores de caballero del Supremo Consejo de Guerra, de la Real Junta de Armadas y de la Junta de Guerra de Indias, gobernador militar de Cádiz, gobernador general del Reino de Córdoba, gobernador de la Armada y Ejército del Mar Océano, con preeminencias de capitán general propietario, general de los navíos y galeras, teniente de príncipe de la Mar, en España, y vicealmirante de Francia, en ausencia del conde de Trevise que mandaba la escuadra francesa en aguas de Cádiz.

## Matrimonio y descendencia
El noble Francisco Gutiérrez de los Ríos se había unido en matrimonio en 1676 con Catalina Zapata de Mendoza Silva y Guzmán (f. 1681), una hija de Antonio Zapata de Mendoza, II conde de Barajas y VIII conde de Coruña, I marqués de la Alameda, vizconde de Torija, mayordomo del rey Felipe IV, comendador de las casas de Calatrava en la Orden de Alcántara y de su mujer, María de Silva Guzmán.
Fruto del enlace que solo duró nueve años, hubo dos hijos y una hija:
- Pedro Gutiérrez de los Ríos y Zapata de Mendoza, sucesor de su padre como IV conde.

- José Diego Gutiérrez de los Ríos, general de la Armada de Galeras que sucedió a su hermano como V conde al morir aquel sin sucesión

- María Teresa de los Ríos que casó con su primo segundo Juan de Silva y Mendoza, duque del Infantado. De este matrimonio nació Francisca de Silva y de los Ríos, que mandó reimprimir en 1762 la obra de El Hombre Práctico que escribió su abuelo.

## Obra
Francisco de los Ríos fue también hombre de letras. Se le debe un inmenso e importante Epistolario, conservado casi en su totalidad, que consta de unas seis mil cartas entre 1679 y 1684 que empezaron en la villa de Fernán Núñez y terminaron en el Puerto de Santa María, pasando por Cádiz, Madrid, Sevilla, Lucena, Estepa, Ardales e incluso desde el galeón San Diego de Alcalá, por el cual iba recalando en distintos puertos y ensenadas del Mediterráneo por ser general de artillería de la Armada.
Escribió además la obra El hombre práctico o Discursos sobre su conocimiento y enseñanza (Bruselas, 1686, falso pie de imprenta por Sevilla, con las iniciales de autor incompletas también para evitar conflictos con otros sectores conservadores como la iglesia o la monarquía española; segunda edición, Madrid: Joaquín Ibarra, 1764; tercera, Madrid: Miguel Escribano, 1779). La obra consta de un conjunto de sesenta y un ensayos, que llama, como después hará Feijoo, "discursos" (del verbo "discurrir") en el que expone reflexiones y experiencias de una vida dedicada a conocer las "verdades esenciales de las cosas y sus usos prácticos" y se dirige a su hijo. Y aunque ha sido calificado de tratado de educación o incluso manual pedagógico, rebasa con amplitud tal propósito, constituyendo uno de los precedentes de las colecciones de discursos de Benito Feijoo. Revela su mentalidad preilustrada y un espíritu burgués y en cierto modo liberal que había penetrado en miembros del estamento nobiliario. Estos discursos son de muy desigual extensión y sobre temas tan variados que algunos han creído que se daban sin orden alguno. Sin embargo su disposición responde a cierto sistema. Se trata de discursos sobre la magia (Discurso XII), la medicina (XVI), la poesía (XVII), la virtud y el arte militar (XXIII), las pendencias y desafíos (XXXIII), la verdad de la historia (XLVI) o la felicidad y resignación en la voluntad de Dios (LV). El hilo conductor interno, al que ya se refirió en los "Preliminares" el Padre Herrera, es el orden cronológico de la vida del hombre, desde su nacimiento hasta su muerte. No en balde la obra se abre por la generación, educación y disciplinas para el joven; se continúa con cuestiones y consejos para el hombre maduro, y se cierra con dos Discursos, el LX sobre los testamentos, fábricas y sepulcros, y el LXI, sobre la muerte. El autor se remite como fuente en la composición de sus discursos a los Moralia o discursos morales de Plutarco, antecedente más remoto del ensayo, pues pertenecen al género epidíctico o charla. El "hombre práctico" de Gutiérrez de los Ríos se encuentra ya muy distante del "discreto" y el "héroe" de Baltasar Gracián y del "príncipe político-cristiano" de Diego Saavedra Fajardo. Por demás, inspiró una obra semejante de su descendiente, el diplomático Carlos José Gutiérrez de los Ríos, VI Conde de Fernán Núñez y Rohan-Chabot (1742-1795), bajo el título Carta de D. Carlos de los Ríos, XII Señor y VI Conde de Fernán Núñez, a sus hijos (París, F. Didot, 1791).
El tema general es el alejamiento de la realidad de la situación española y sus posibles reformas; señala entre los daños difíciles de superar a las supersticiones, a la ignorancia en que se suele dejar a las mujeres, la instrucción solamente piadosa de las mismas y la creencia en la magia, que es un puro desatino de falacias y locuras. Condena asimismo pretendidos y falsos saberes próximos como la astrología, la quiromancia etcétera. Prosigue contra el aristotelismo que "se sigue hoy en las escuelas", dañoso para todos los útiles y verdaderos conocimientos humanos, porque estos necesitan atenerse a "cosas physicas y reales", a "verdades sólidas y prácticas", sujetándose a la razón y huyendo de disputas vanas. La lógica de Aristóteles:
Consistiendo más en palabras y distinciones quiméricas que en cosas physicas y reales, no solo hace adquirir un hábito abstraído de las cosas prácticas, sino de tenerlas todas por disputables.
Según José Antonio Maravall, utiliza por vez primera los criterios, tan dieciochescos, de sociabilidad e insociabilidad, hasta el punto de que llega a proponer, anticipando a Rousseau, un establecimiento sobre base contractual de la sociedad o contrato social: hay que persuadir a los hombres a que
Les es más conveniente perder a cada uno aquella parte del imperio y de libertad con que se halla en el estado natural, donde falta la sujeción de leyes y magistrados, que padecer los daños que esta misma libertad queda visto ocasionarles, dexando expuesto cada uno a los injustos apetitos del otro (p. 176 y ss.)
Otro concepto que luce ampliamente en su libro es el de urbanidad, al que el padre Benito Feijoo dedicará un amplio discurso, "Verdadera y falsa urbanidad". Igualmente aparece en su obra el concepto de "cultura civil" o civilización y el concepto axiológico puramente burgués de "felicidad".